# Синт Йост тен Ноде
Синт Йост тен Ноде (на нидерландски: Sint-Joost-ten-Node; на френски: Saint-Josse-ten-Noode) е селище в Централна Белгия, най-малката по площ от 19-те общини на Столичен регион Брюксел. Населението му е около 23 600 души (2006).
В средата на 90-те години мнозинството от жителите на Синт Йост са с чуждо гражданство, но през следващите години много от тях получават белгийско гражданство. Към 2007 година 20 от 27-те общински съветници са с чужд произход, главно марокански и турски.

## Известни личности
Починали в Синт Йост тен Ноде
- Гюстав Боел (1837-1912), предприемач и политик
- Шарл Рожие (1800-1885), революционер и политик